# Distrito Ostrovski
O Distrito Ostrovski (em russo:  О́стровский райо́н) é um distrito administrativo e municipal (raion), um dos vinte e quatro do Oblast de Pskov, na Rússia. Ele está localizado no oeste do oblast e faz fronteira com o distrito Pskovski no norte, o distrito Porkhovski no nordeste, o distrito Novorjevski no sudeste, os distritos Pushkinogorski e Krasnogorodski no sul, o distrito Pitalovski no oeste, e com o distrito Palkinski no noroeste. A área do distrito é de 2.400 quilômetros quadrados, e seu centro administrativo é a cidade de Ostrov. Em 2010 sua população era 31.096, sendo que a população de Ostrov é responsável por 69,7% desse total.

## Geografia
Todo o distrito fica na bacia do rio Velikaia, um importante afluente do lago Peipus. O Velikaia atravessa o distrito do sudeste para o noroeste, e a cidade de Ostrov está localizada em suas margens. Os principais afluentes do Velikaia dentro do distrito são o Siniaia, o Utroia e o Kukhva (todos à esquerda). Os rios no leste do distrito drenam para o Cheriokha, que tem sua nascente no distrito mas flui para fora dele e se junta ao Velikaia mais adiante

## História

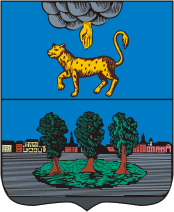
Brasão de Ostrov, a partir de 1781

Ostrov foi mencionado pela primeira vez em 1342. Na época ela abrigava uma fortaleza, subordinada a Pskov e protegendo-a do sul. Já no final do século XIV, a fortaleza foi reconstruída em pedra, e em 1406 a Ordem da Livônia cercou Ostrov mas não conseguiu conquistá-la. Mais tarde a fortaleza foi conquistada pela ordem em 1501, e a cidade foi devastada. No século XVIII, a fronteira do estado foi transferida para o oeste, e a área perdeu sua importância militar.
No curso da reforma administrativa realizada em 1708 por Pedro, o Grande, a área foi incluída no Governorado de Ingermanland (conhecida desde 1710 como Governorado de São Petersburgo ). Ostrov é especificamente mencionada como uma das cidades que compõem a província. Em 1727, o governorado de Novgorod foi dividido e, em 1772, o governorado de Pskov (que entre 1777 e 1796 existiu como Vice-reinado de Pskov) foi estabelecido. A área era uma parte do Uiezd Ostrovski do Governorado de Pskov.
Em 1 de agosto de 1927 os uiezds foram abolidos, e o Distrito Ostrovski foi estabelecido, com o centro administrativo na cidade de Ostrov. Ele incluía partes dos antigos uiezds Ostrovski e Pskovski. As províncias também foram abolidas, e o distrito tornou-se parte do Okrug de Pskov, no Oblast de Leningrado. Em 23 de julho de 1930, os okrugs também foram abolidos, e os distritos foram subordinados diretamente aos oblasts. Entre 22 de março de 1935 e 19 de setembro de 1940, o Distrito Ostrovski foi parte do Okrug Pskov do Oblast de Leninegrado, um dos okrugs nos limites geográficos da União Soviética. Entre agosto de 1941 e julho de 1944 o Distrito Ostrovski foi ocupado por tropas alemãs. Um grupo de resistência foi ativo em Ostrov durante a guerra. Em 23 de agosto de 1944 o distrito foi transferido para o recém-criado Oblast de Pskov.
Em 20 de setembro de 1931, o Distrito Palkinski foi abolido e fundido no Distrito Ostrovski. Em 15 de fevereiro de 1935 o distrito foi restabelecido no território que anteriormente constituía partes dos distritos Pskovski e Ostrovski.
Em f5 de evereiro de 1935, o distrito de Soshikhinski foi estabelecido em partes dos distritos Ostrovski e Slavkovski. O centro administrativo do distrito localizava-se no selo de Vorontsovo. Entre 22 de março  de 1935 e 19 de setembro  de 1940 o distrito de Soshikhinski foi integrado ao Okrug de Pskov. Entre agosto de 1941 e julho de 1944, o distrito de Soshikhinski foi ocupado por tropas alemãs. Em agosto   23, 1944, o distrito foi transferido para o recém-criado Oblast de Pskov. Em 3 de outubro de 1959 o distrito foi abolido e dividido entre os distritos Ostrovski e Novorjevski. Após as reformas administrativas da década de 1960, todo o antigo distrito de Soshikhinski foi transferido para o Distrito Ostrovski.
Entre 1959 e 1965, partes do Distrito Pitalovski foram temporariamente transferidas para o Distrito Ostrovski. Entre 1961 e 1966, partes do Distrito Palkinski foram temporariamente transferidas para o Distrito Ostrovski.

## Economia

### Indústria
A economia do distrito é baseada na indústria de alimentos (45,8% do produto bruto em 2009), na indústria eletrônica (28,2%) e na indústria têxtil (5,4%).

### Agricultura
As principais especializações agrícolas do distrito são bovinos (com produção de carne e leite) e criação de aves.

### Transporte
Uma estrada de ferro de São Petersburgo para Rēzekne na Letônia, via Pskov e Pitalovo, atravessa o distrito de norte a sul. A partir da Letônia, ela fornece acesso a Riga e Vilnius (via Daugavpils).
A rodovia M20, que liga São Petersburgo e Vitebsk via Pskov, atravessam o distrito de norte a sul. Ostrov é o terminus norte da rota europeia E262, que prossegue para Kaunas via Rēzekne e Daugavpils. Há também ligações rodoviárias entre Ostrov e Pechori, Palkino, Porkhov e Novorjev, bem como estradas locais.
Nenhum dos rios dentro do distrito é navegável.

## Cultura e recreação

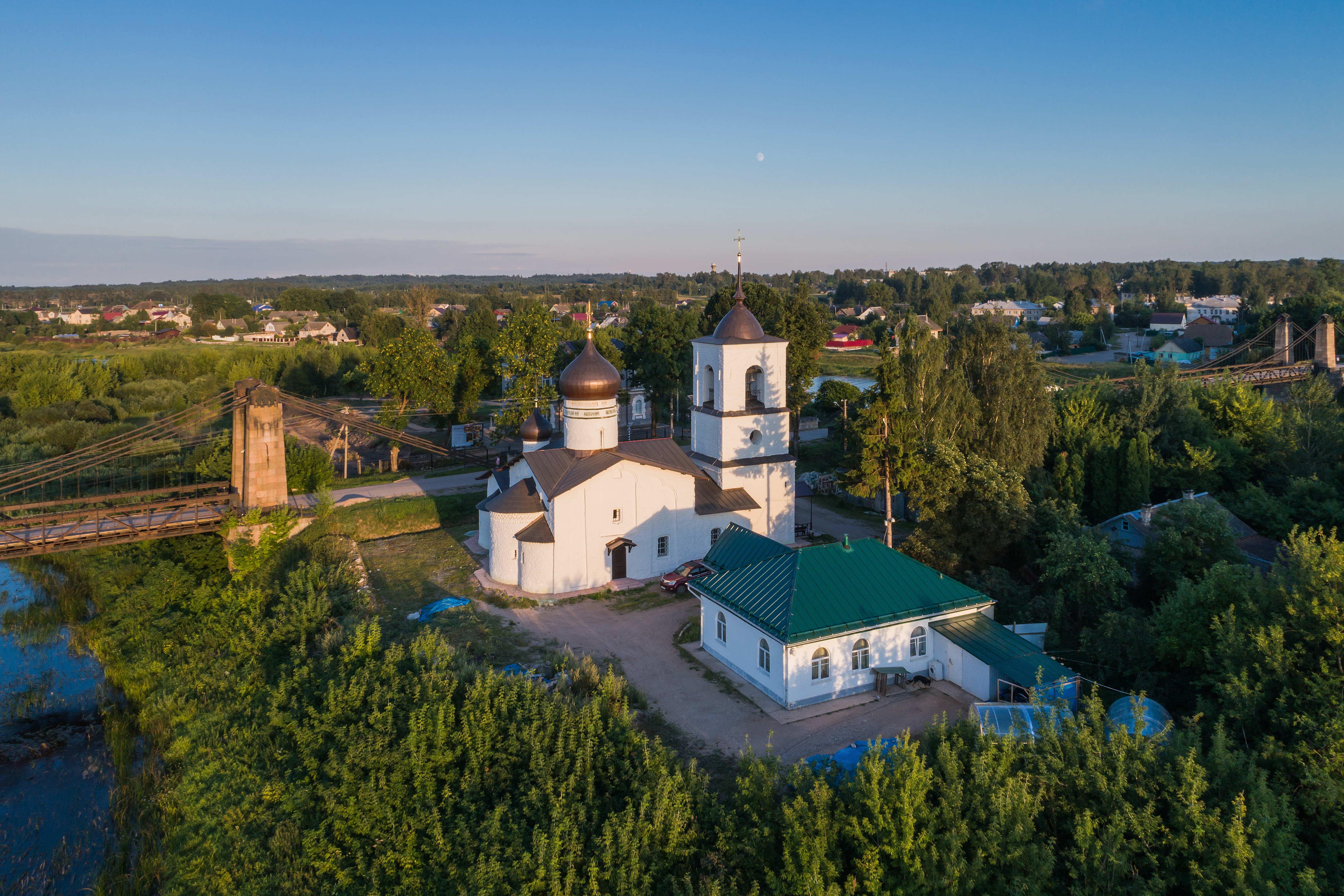
Igreja de São Nicolau em Ostrov

O distrito abriga seis monumentos do patrimônio cultural de importância federal (todos eles na cidade de Ostrov) e noventa e nove bens classificados como patrimônio cultural e histórico de importância local (cinquenta e um deles em Ostrov). Os monumentos protegidos pelo governo são a Igreja de São Nicolau, a Igreja da Trindade, as galerias comerciais, a ponte, o monumento a Klavdiia Nazarova (uma partisan organizadora da resistência durante a Segunda Guerra Mundial), e o local da antiga fortaleza de Ostrov.
Ostrov abriga o Museu do Distrito de Ostrov, o único museu do distrito.